# Liste der Kulturdenkmäler in Mutterschied
In der Liste der Kulturdenkmäler in Mutterschied sind alle Kulturdenkmäler der rheinland-pfälzischen Ortsgemeinde Mutterschied aufgeführt. Grundlage ist die Denkmalliste des Landes Rheinland-Pfalz (Stand: 27. Oktober 2023).

## Einzeldenkmäler
| Bezeichnung                                 | Lage                         | Baujahr                     | Beschreibung                                                                   | Bild                           |
| ------------------------------------------- | ---------------------------- | --------------------------- | ------------------------------------------------------------------------------ | ------------------------------ |
| Schulhaus                                   | Otto-Schneider-Straße 2 Lage | 1838                        | ehemalige Schule; spätklassizistischer Putzbau, 1838                           | Fotos hochladen                |
| Quereinhaus                                 | Riesweiler Weg 4 Lage        | Anfang des 19. Jahrhunderts | Fachwerk-Quereinhaus, verkleidet, Krüppelwalmdach, Anfang des 19. Jahrhunderts | BW                             |
| Katholische Filialkirche Vierzehn Nothelfer | Simmerner Straße 4 Lage      | 1751–54                     | Saalbau, 1751–54                                                               | weitere Bilder Fotos hochladen |